# Tallulah Falls
Tallulah Falls è un comune degli Stati Uniti d'America, situato nello Stato della Georgia, diviso tra la contea di Habersham e la contea di Rabun.